# Ervin Katnić
Ervin Katnić (Pola, 2 settembre 1921 – Spalato, 4 gennaio 1979) è stato un calciatore jugoslavo, di ruolo centrocampista.

## Palmarès

### Club

#### Competizioni nazionali
- Campionato jugoslavo: 2

Hajduk Spalato: 1950, 1952